# 알 디아블로 콘 로스 과포스
《알 디아블로 콘 로스 과포스》(스페인어: Al diablo con los guapos)은 2007년 방영된 멕시코의 텔레노벨라이다.